# Littel
Littel is een Nederlandse achternaam.

## Oorsprong
De oudst bekende voorvader, Thomas Littel, trouwde in 1595 in de Grote of Bartholomeüskerk in Schoonhoven met Lijsbeth Pieters. Hij wordt daarbij vermeld als Engelsman. De schrijfwijze van de naam doet echter een Schotse herkomst vermoeden.
Willem Diederik Littel (1866-1920), ambtenaar in Nederlands-Indië, verkreeg in 1889 bij koninklijk besluit het recht de naam van zijn grootmoeder Van Drunen aan de familienaam toe te voegen. Deze tak van de familie heet sindsdien Van Drunen Littel.

## Tot deze familie behoren

### Littel
- Dennis Littel (1981), windsurfer
- Derck Littel (1960), cellist
- Diderica Wilhelmina Littel (1837-1917), echtgenote van A.J. Servaas van Rooijen
- Sander Littel (1939), kunstenaar
- Willem Littel (1796-1879), zilversmid te Schoonhoven

### Van Drunen Littel
- Willem Diederik van Drunen Littel (1866-1920), resident